# Ten Years Gone
Ten Years Gone är en låt av Led Zeppelin på albumet Physical Graffiti från 1975. Låten var från början instrumental. Texten skrevs senare av Robert Plant och handlar om en flickvän han hade tio år tidigare. "Ten Years Gone" spelades live 1977-1979.